# Åsle kyrka
Åsle kyrka är en kyrkobyggnad som sedan 2010 tillhör Åslebygdens församling (tidigare Åsle församling) i Skara stift. Den ligger i Åsle kyrby strax öster om centralorten i Falköpings kommun. 

## Kyrkobyggnad
Åsle kyrka uppfördes på 1100-talet. Korsarmarna byggdes till på 1570-talet, och den södra armen fick smeknamnet Mularps kyrka eftersom den var avsedd för befolkningen i Mularp. I Norra korsarmen fanns förr det Lilliehökska gravkoret, men det används nu som dopkor. Taket täcks av gotiska kryssvalv. 
Kyrkan fick sitt förändrat utseende vid en renovering 1948. Endast predikstolen och altaruppsatsen är kvar i ursprungligt skick. År 2008 genomgick kyrkan en större renovering.

## Klockstapel och klockor
Klockstapeln uppfördes 1722. Däri hänger en storklocka, som är av en senmedeltida normaltyp och saknar inskrifter och ornering.

## Inventarier
- Dopfunten av sandsten är från medeltiden.
- Altaruppsatsen är i trä är snidad av mäster Cransberg.
- Predikstolen från 1718 är utförd av bildhuggaren Bengt Wedlin.
- Nattvardskalken är från 1600-talet och vinkannan daterad till 1648.

### Orgel
Orgeln, som är placerad på läktaren i väster, tillverkades 1998 av A. Magnusson Orgelbyggeri AB och även den ljudande fasaden är från samma år. Den har föregåtts av orglar från 1888 och 1950. Dagens instrument har åtta stämmor fördelade på manual och pedal. Enligt åsatt skylt är orgeln en gåva av en församlingsbo.

## Gravhällar
I Åsle kyrka finns många gravhällar bevarade. I norra korsarmen finns flera uppställda. Den äldsta har både det kristna korset och Torshammare inhugget. Kyrkan har också flera stavkorshällar från 1100-talet.

## Bilder

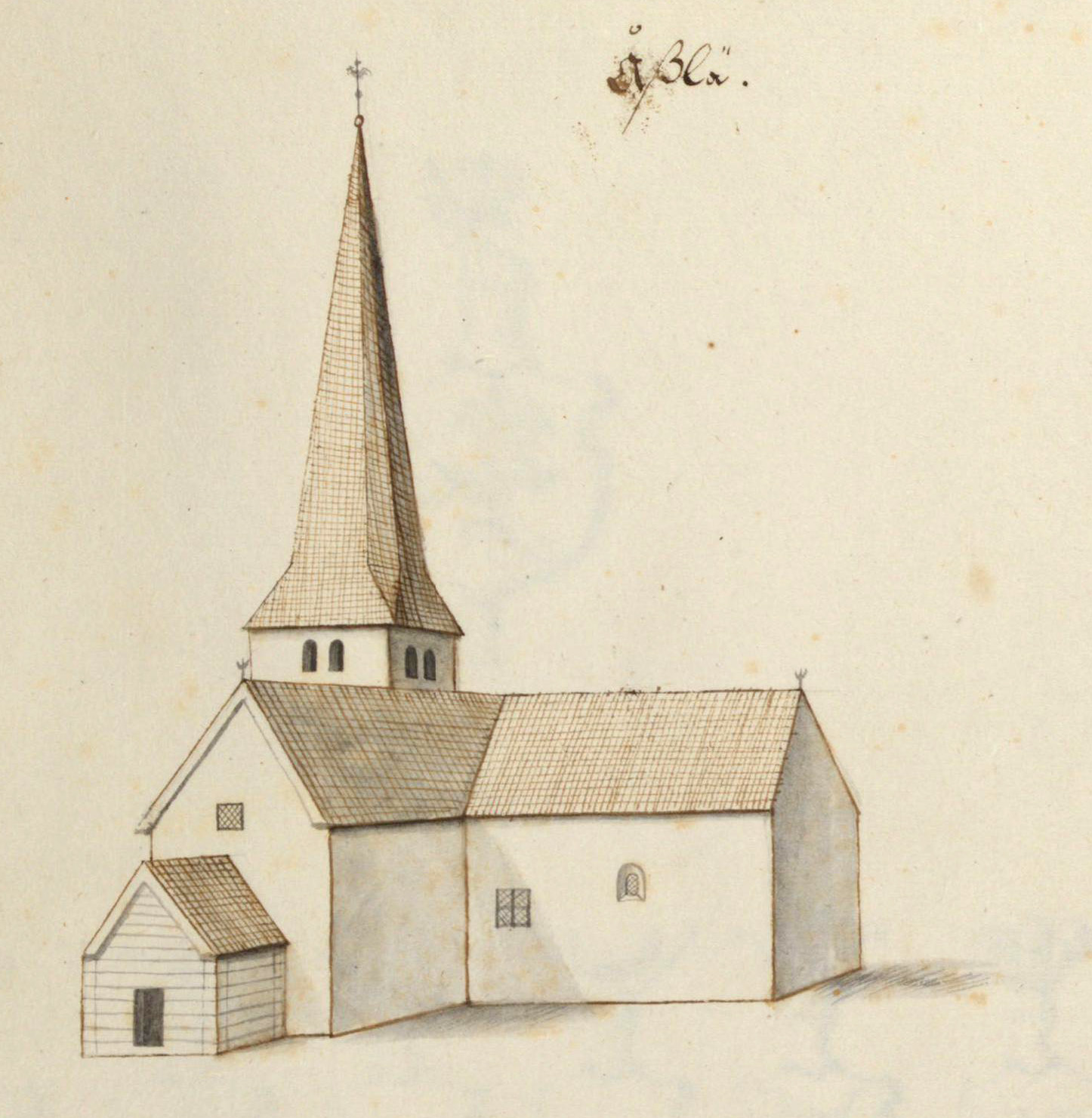
Kyrkan på teckning omkring 1670.
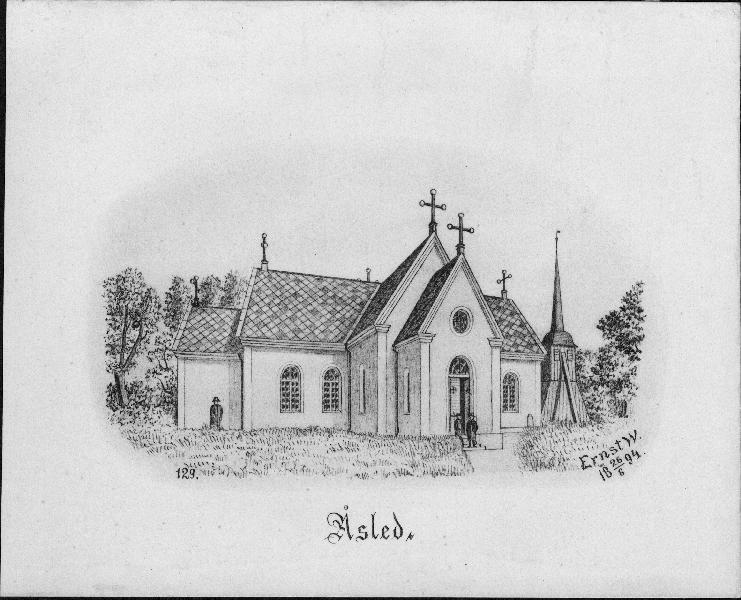
Kyrkan på teckning från 1894.
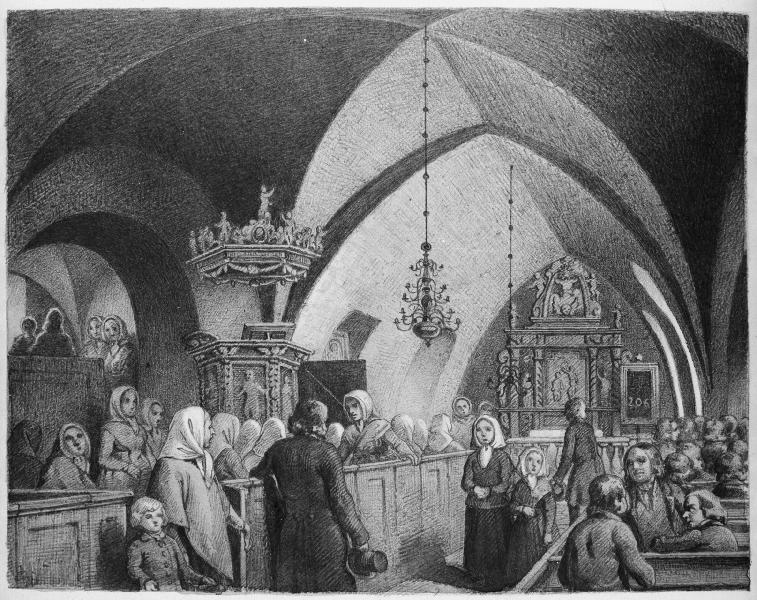
Interiör på teckning från 1860-talet.
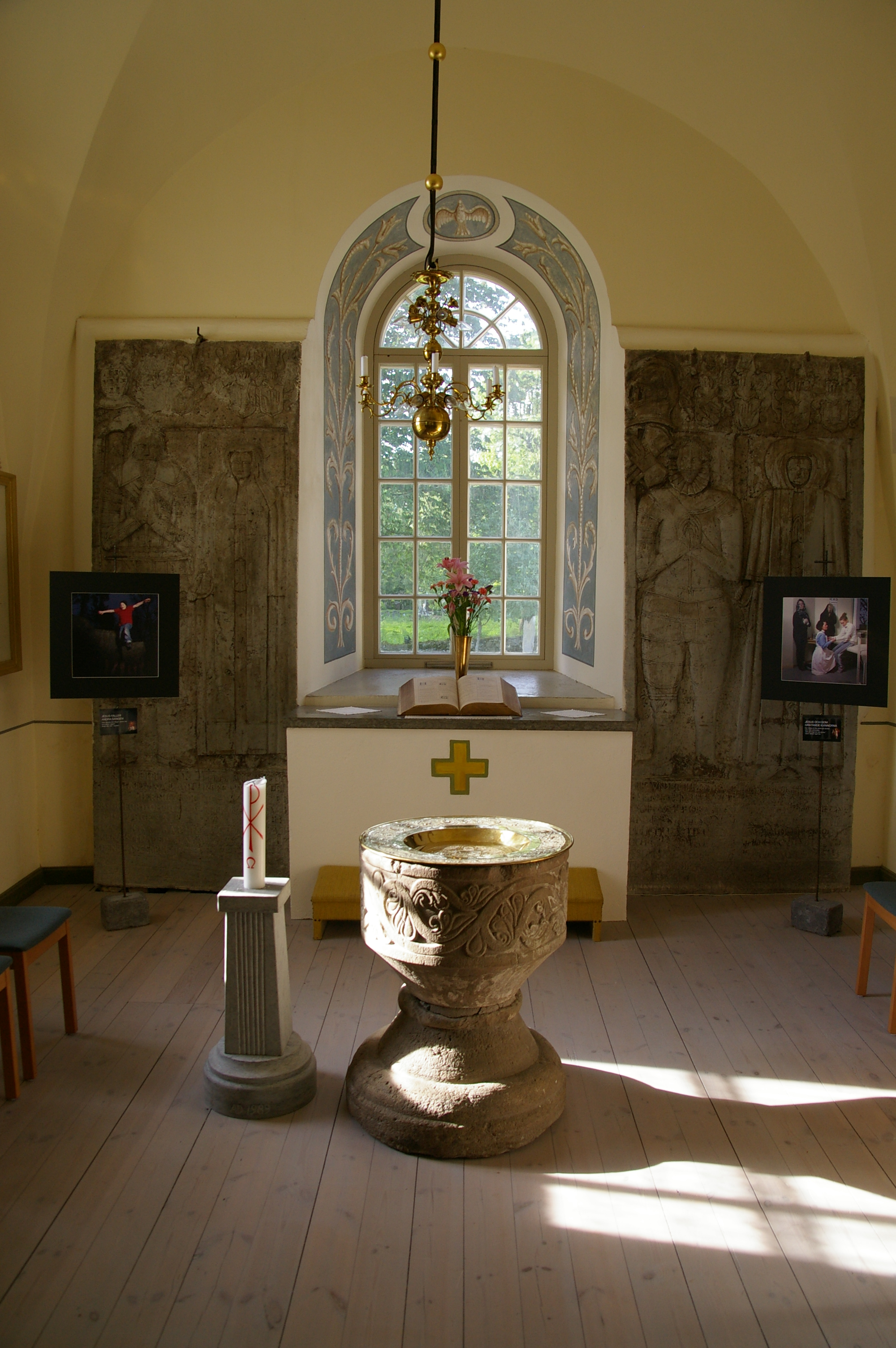
Medeltida dopfunt och gravhällar i norra korsarmen.

Stavkorshällar av sandsten
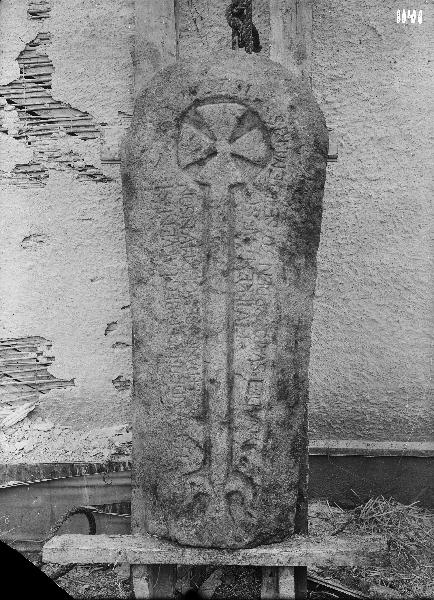
1100-tal.
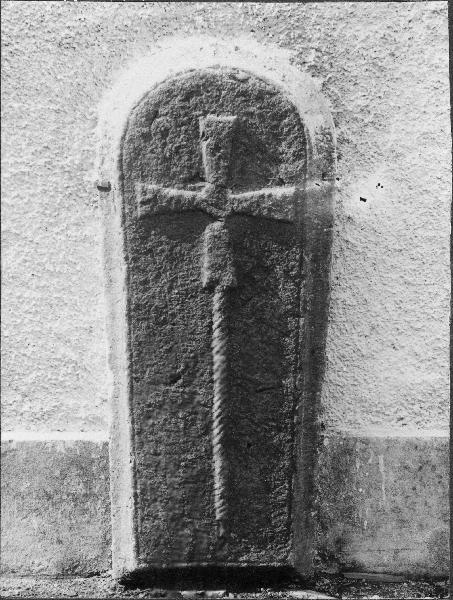
Sannolikt 1200-tal.
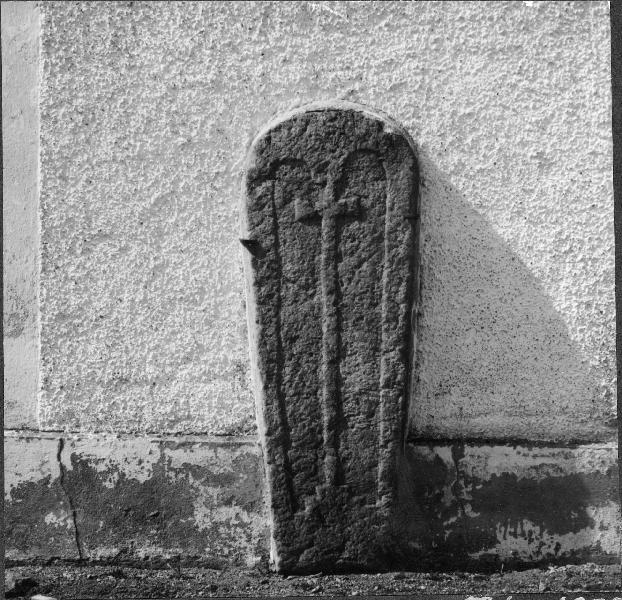
Sannolikt 1200-tal.

## Bilder invändigt.

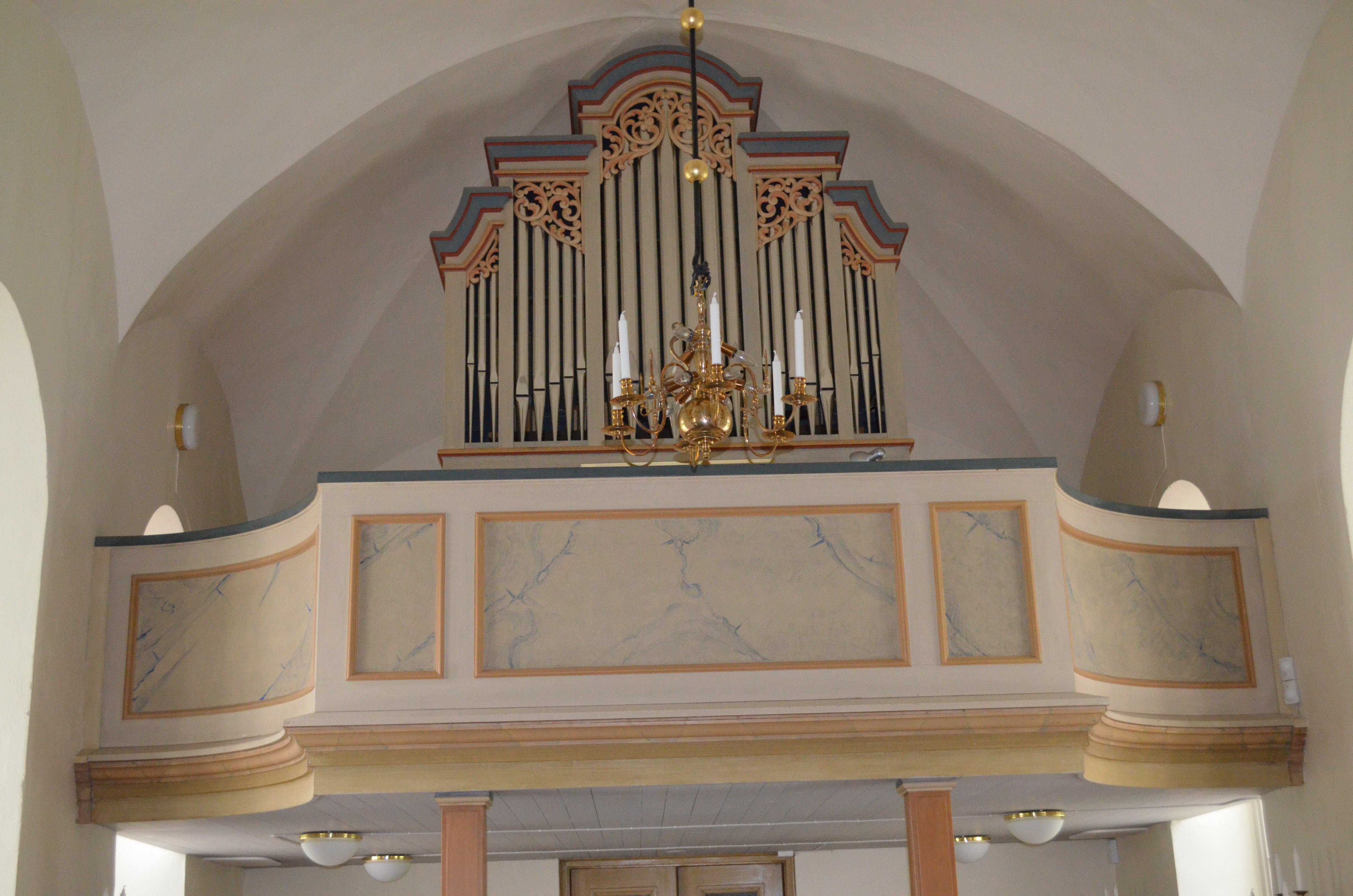
Åsle kyrkas kyrkorgel
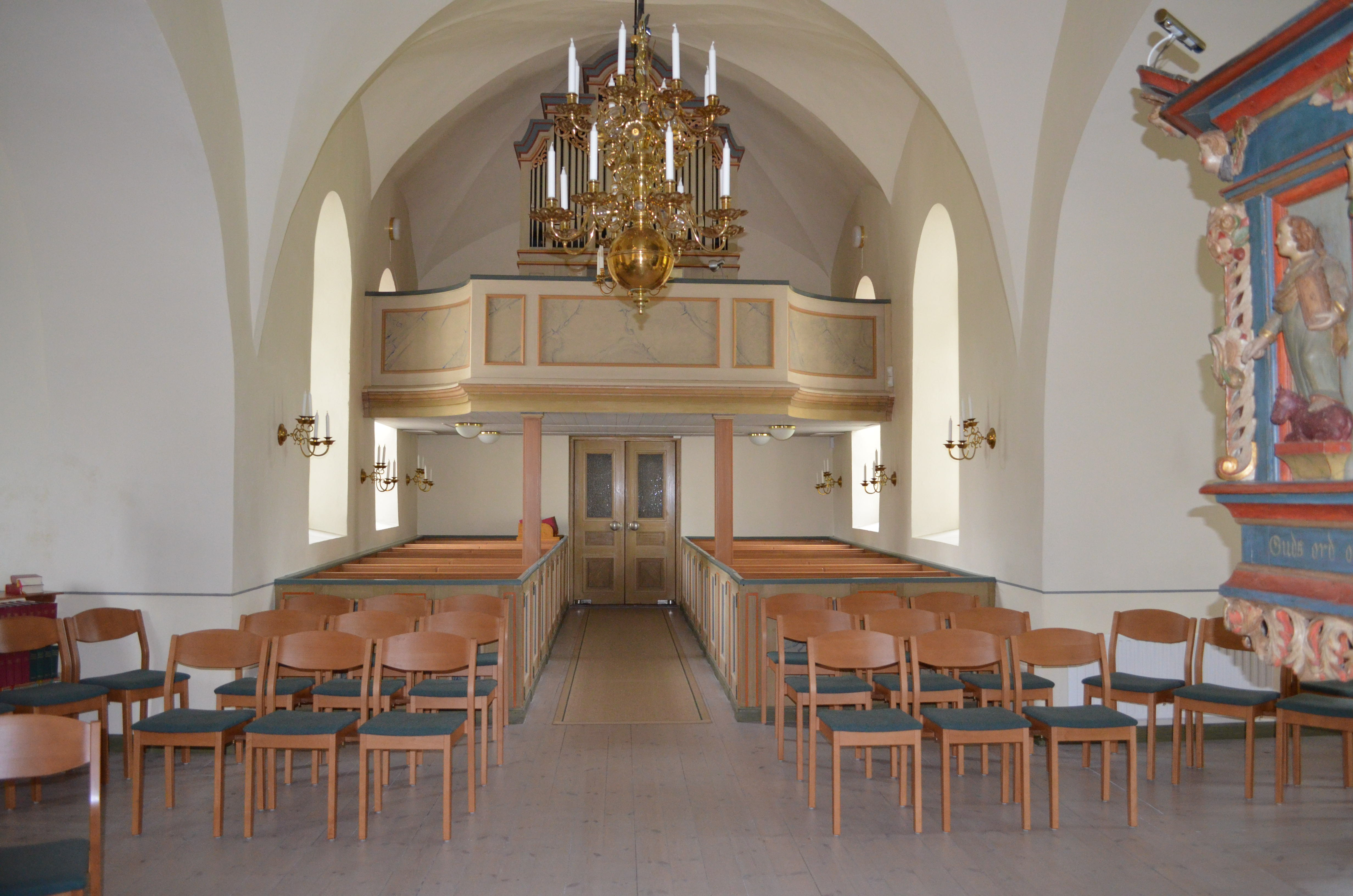
Åsle kyrkas kyrksal
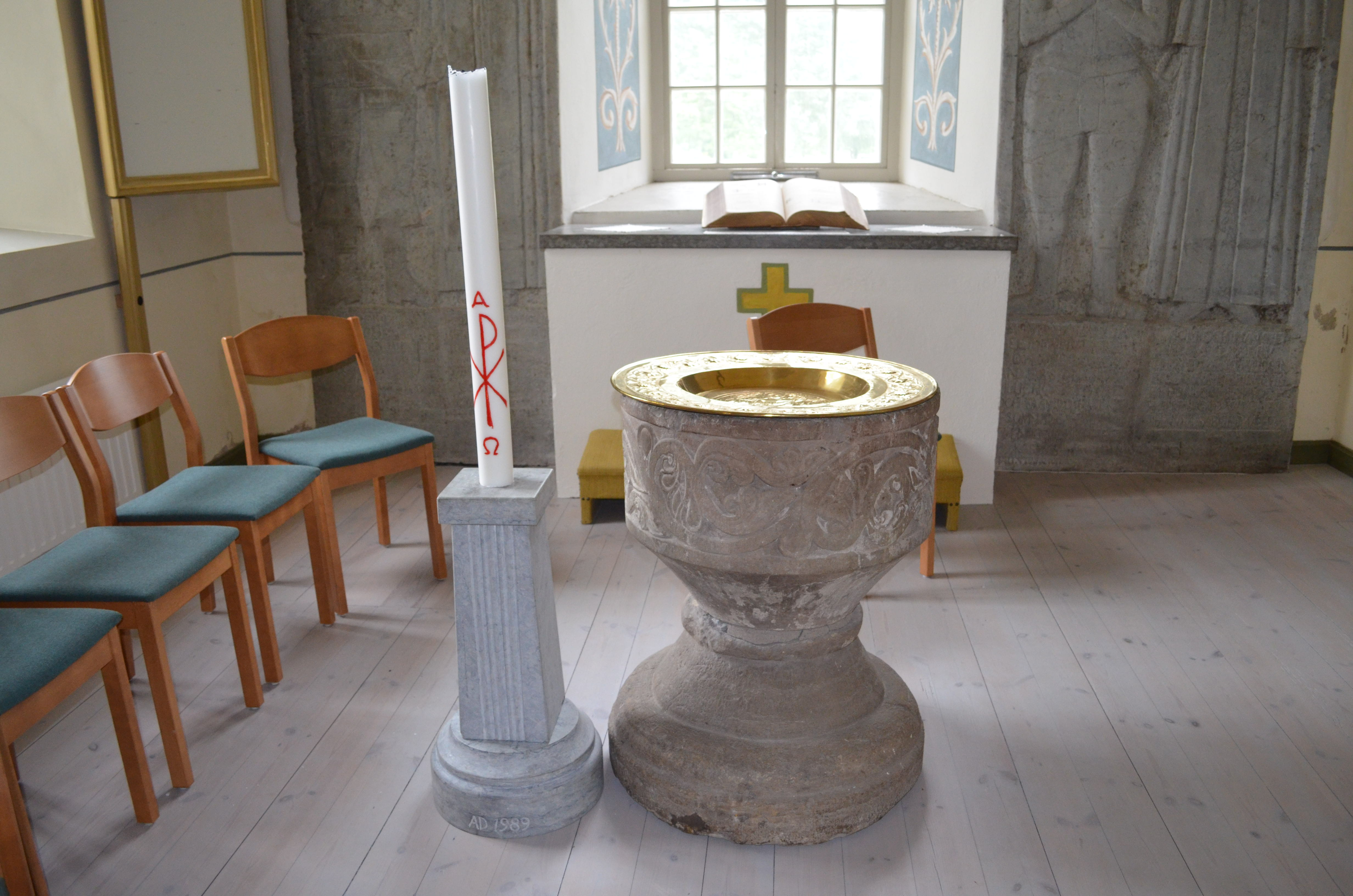
Åsle kyrkas dopfunrt
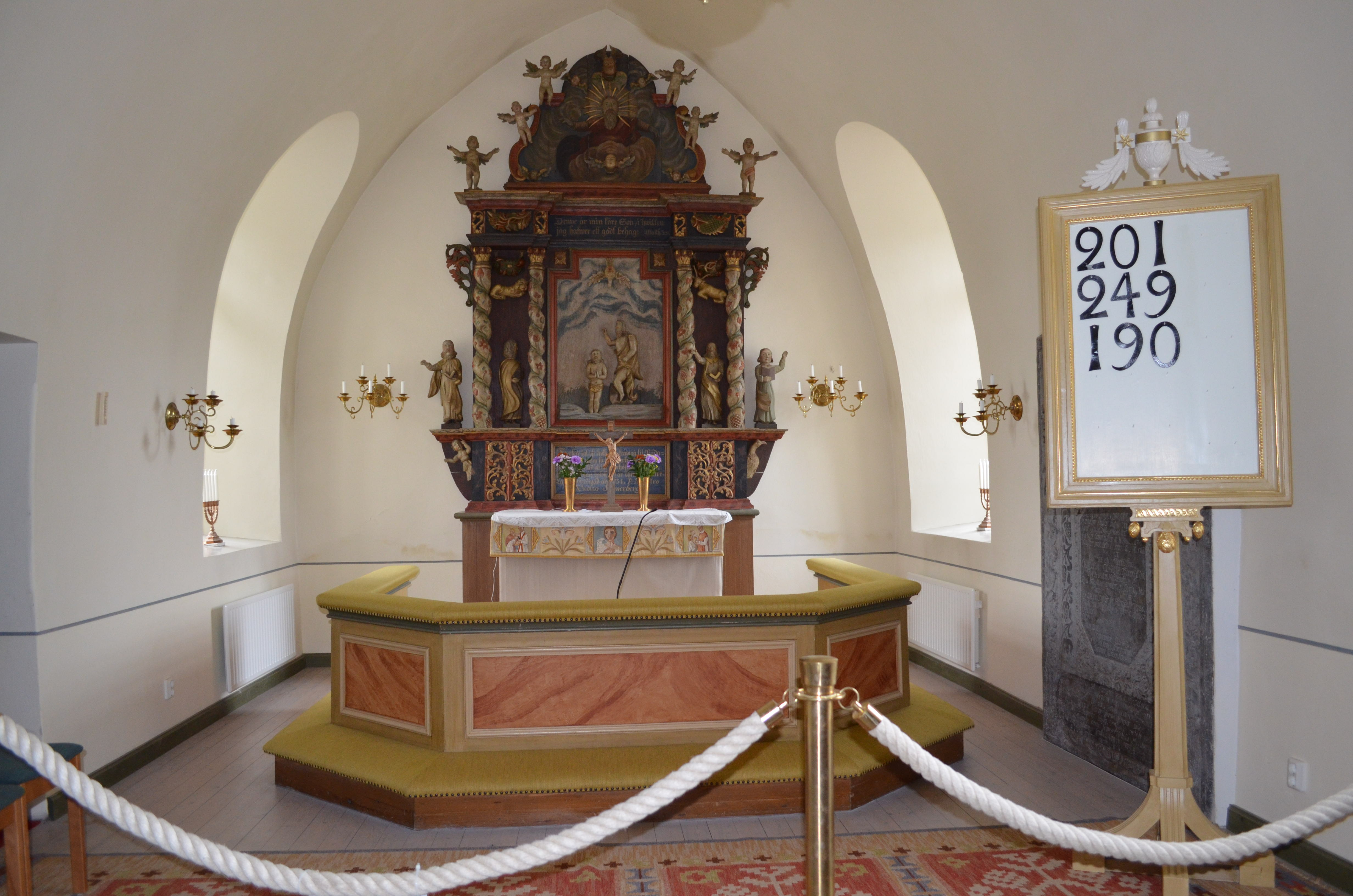
Åsle kyrkas altare
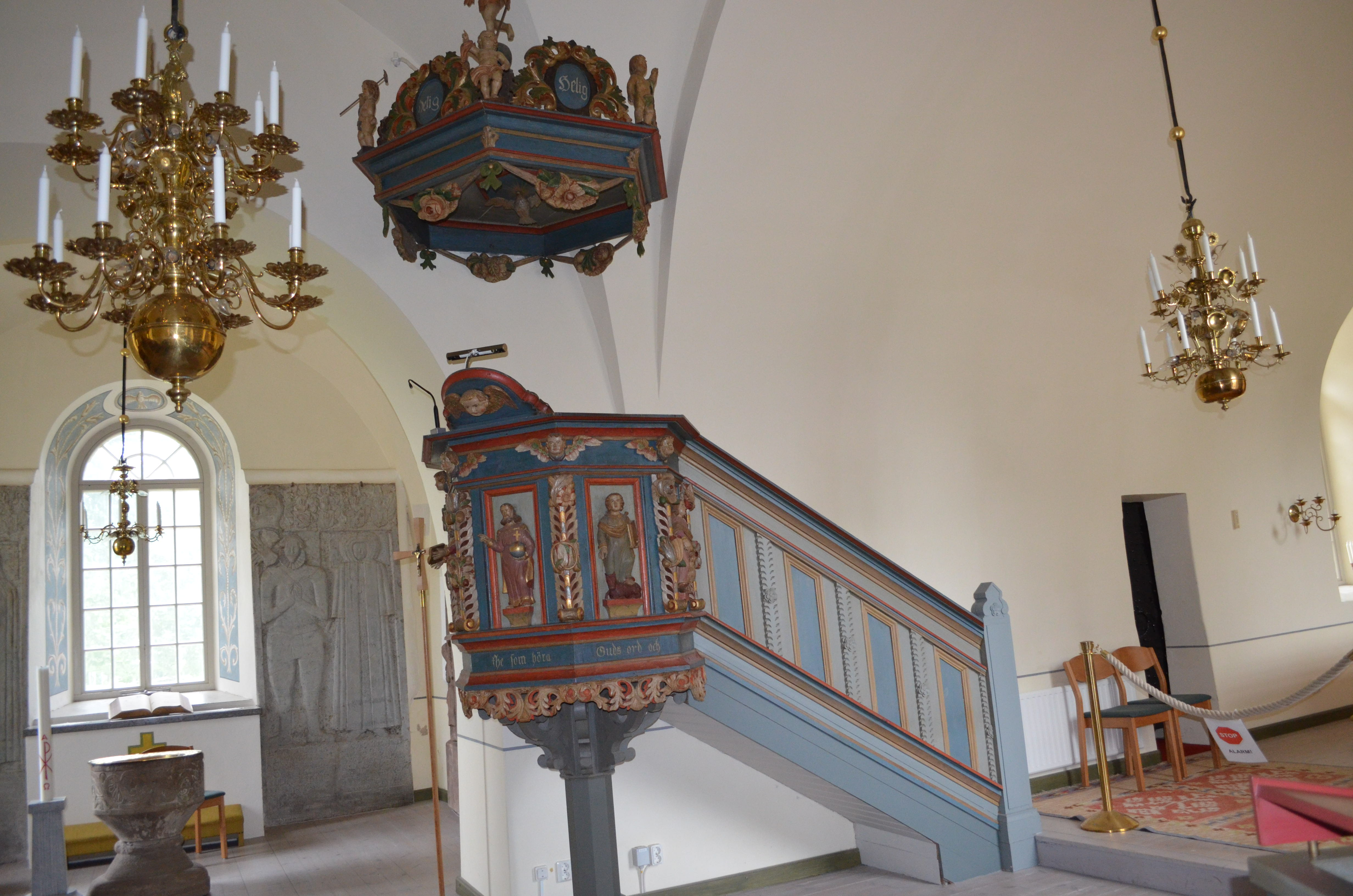
Åsle kyrkas predikstol